# Великий проєкт
«Великий проєкт» — проєкт єдиної Європи, розроблений Максимільяном де Сюллі.

## Загальна характеристика проєкту
Знаменитий «Le grand Dessein» — у перекладі з французької «Великий задум (проєкт, план)» — відомий лише з мемуарів М. де Сюллі. За даними Б. Ф. Поршнєва, цей план було складено при французькому дворі в 1607 р., проте Ю. В. Запарій стверджує, що проєкт датується 1638 р.. Тривалий час автором проєкту вважали Генріха IV, бо в мемуарах М. де Сюллі саме королю приписується проєкт «Християнської республіки» . М. де Сюллі висунув ідею наднаціональної влади, намагаючись подолати націоналізм. Це був проєкт європейської федерації, яка не буде знати воєн і яка забезпечить Франції гегемонію та вічне процвітання.
М. де Сюллі запропонував проєкт європейської федерації, заснованої на мирі і домовленості, але в інтересах французького абсолютизму і проти Габсбургів і Османської імперії. Він постійно підкреслював, що захоплювати можна лише те, що можна зберегти. Могутність держави має свої межі та, переходячи їх, вона викликає проти себе об'єднані сили ворогів і заздрісників: «Кожен король Франції скоріше повинен думати про те, щоб здобути друзів і союзників, міцно пов'язаних з ним спільністю інтересів, — а це найнадійніший зв'язок, — аніж накликати на себе невгамовну ненависть і ворожнечу проєктами, що перевершує його власні сили».
М. де Сюллі констатує, що у Франції на півдні є природний кордон — Піренеї, а повернути їй колишню славу — означає повернути «сусідні території, які колись їй належали», тобто Савойю, Франш-Конте, Лотарингію, Геннегау, Артуа, Нідерланди. «Однак чи можна домагатися всього цього, не викликавши ненависті ворогів і руйнівних воєн? А в самих французьких королів таке честолюбство, яке для Франції страшніше за всю ненависть іноземців» . «Великий проєкт» вирішував внутрішньоєвропейську політичну задачу, що постала перед французьким абсолютизмом, — домогтися послаблення могутньої Габсбурзької монархії. За твердженням, Сюллі, варто було об'єднатися проти Габсбургів і низ вести їх до правителів лише Піренейського півострова, прогнати осман і татар в Азію, відновити Візантійську імперію та перекроїти всю політичну карту Європи.
Програма умиротворення Європи зводилася до створення «військового і політичного союзу монархів, який повинен бути утворений у формі християнської республіки, завжди миролюбної по відношенню до християнських держав і завжди войовничої по відношенню до невірних» ТРАК С.18. М. де Сюллі пропонував встановити в Європі політичну рівновагу, яка пішла б на користь Франції. Для цього створювався військово-політичний союз із 15 держав: 5 спадкових монархій (Франція, Іспанська імперія, Королівство Англія, Шведська імперія, Данія-Норвегія і Люксембург), 5 виборчих монархій (Угорське королівство, Річ Посполита, Папська держава, Богемське королівство, і, можливо, Німеччина — точно не вирішено) і 5 італійських республік.
Угорському королівству, Речі Посполитій та Московському царству Сюллі відводить місце бар'єру між Заходом і Сходом. На початковому етапі «Великий проєкт» виключає Московське царство. Хоча московський цар давно є християнським монархом, «дикість, варварство та лютість» його народів ускладнюють об'єднання з «нашою Європою»; крім того, частина його підданих перебувають у «язичництві та ідолопоклонстві» або сповідують «азійське християнство», тож Європа має підтримати сильну Річ Посполиту — «оплот проти турка, московіта і татарина» .
На чолі європейських держав буде поставлено Союзну раду з 60 членів (по 4 від кожної держави). Рада формує уряд, вирішує внутрішні суперечки між державами, державними діячами і підданими, керує військовими силами союзу і запобігає виникненню громадянських і релігійних воєн ЗАП. Президентом цієї своєрідної республіки християнських держав буде папа, першим міністром його буде Франція. Таємна думка М. де Сюллі була наступною: послабити ворогів Франції, посилити її васалів, оточити її колом нейтральних держав, які юридично були б під її заступництвом, а фактично під її владою. У проєкті вказується численність європейської армії: піхота — 200 тис. чоловік, кавалерія — 50 тис., флот — 120 кораблів і артилерія — 120 гармат.